# Benno Vigny

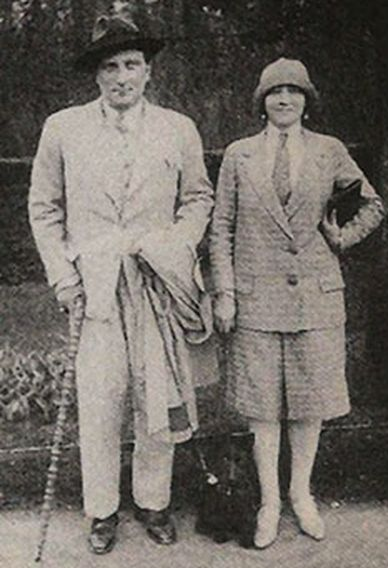
Benno Vigny mit Marie-Louise Caussat, ca. 1920

Benno Vigny (* 28. Oktober 1889 in Commercy; † 31. Oktober 1965 in München) war ein deutsch-französischer Schriftsteller und Drehbuchautor.

## Leben und Wirken
Vigny wuchs in Wien auf und gelangte in den 1920er Jahren nach Berlin. Dort begann er in Zusammenarbeit mit Kollegen als Drehbuchautor zu arbeiten, besonders für deutsch-britische Co-Produktionen.
1927 erschien sein Roman Amy Jolly, die Frau aus Marrakesch, dessen Verfilmung unter dem Titel Marokko 1930 in den USA  Marlene Dietrichs Hollywoodkarriere begründete. Ein weiterer von ihm 1927 veröffentlichter Roman hatte den Titel Nell John. Der Roman einer Verjüngten. Sein Roman Francesca wurde 1924 mit Die Kurtisane von Venedig verfilmt.
Zu Beginn der 1930er Jahre ging Vigny nach Paris und schrieb dort, wiederum in Zusammenarbeit mit Autorenkollegen, für internationale Co-Produktionen. Der wenig bekannte Film Bariole blieb seine einzige eigene Inszenierung.
Danach fand Vigny als Drehbuchautor nur noch gelegentlich Anschluss an das Filmgeschehen. Mit dem Co-Drehbuch zu Der Verlorene, der ambitionierten, aber vom Publikum wenig beachteten Erstlingsinszenierung von Peter Lorre, war er das letzte Mal an einem Film beteiligt. Seinen Lebensabend verbrachte er in München.

## Filmografie
| - 1924: Ssanin - 1927: Der Geisterzug - 1928: Ritter der Nacht - 1928: Haus Nummer 17 - 1929: Der Würger (The Wrecker) - 1930: Erlebnis einer Nacht / Die Galgentoni (Tonka Sibenice) - 1930: Ein Mädel von der Reeperbahn - 1931: Le réquisitoire - 1931: Der Fall des Generalstabs-Oberst Redl - 1931: Die Nacht der Entscheidung - 1931: Lo mejor es reir - 1931: Die Männer um Lucie | - 1931: Leichtsinnige Jugend - 1932: Baroud - 1932: Côte d'Azur - 1932: Marco, der Clown (Camp volant) - 1932: Bariole (nur Regie) - 1935: Odette - 1936: Pariser Leben (La vie parisienne) - 1949: Barry – Der Held von St. Bernhard (Barry) - 1949: Die Reise nach Marrakesch - 1951: Wien tanzt - 1951: Der Verlorene |